# UNMOGIP
De United Nations Military Observer Group in India and Pakistan (UNMOGIP), of Militaire Waarnemersgroep van de VN in India en Pakistan in het Nederlands, is een missie van de Verenigde Naties in het grensgebied van Jammu en Kasjmir, die waarneemt in het conflict tussen India en Pakistan over de regio Kasjmir in de Westelijke Himalaya.  

## Achtergrond

### Resolutie VN-Veiligheidsraad
Op de klacht van de regering van India met betrekking tot het geschil over Jammu en Kasjmir nam de Veiligheidsraad van de Verenigde Naties in 1948 resolutie 47 aan. Deze resolutie vereiste onder andere:
- Onmiddellijke terugtrekking van Pakistan uit de door Pakistan bestuurde delen van Kasjmir die het had bevrijd in 1947, waarna ook het Indiase leger het gros van zijn bezetters terug moet trekken, om zo voorwaarden te scheppen voor een vrije en onpartijdige volksraadpleging om de toekomst van de staat te bepalen.
- Aanbeveling aan de regeringen van India en Pakistan om de vrede en orde te herstellen in Jammu en Kasjmir en voor alle personen volledige keuzevrijheid te bieden om te stemmen over de kwestie van de toetreding.
- Verder beveelt het de Indiase regering aan om een volksraadpleging in te stellen om zo snel mogelijk een eerlijk en onpartijdig referendum te houden, alle politieke gevangenen vrij te laten, en de belangrijkste politieke groeperingen uit te nodigen deel te nemen aan het bestuur terwijl de volksraadpleging wordt voorbereid en uitgevoerd.

### Status van Kasjmir in India
Ondertussen werden er verkiezingen gehouden in het door India bestuurde deel van Jammu en Kasjmir, die de populaire moslimleider sjeik Abdullah met zijn Nationale Conferentie won, een partij die India ondersteunde. De gekozen grondwetgevende vergadering kwam voor het eerst bijeen in Srinagar op 31 oktober 1951. De grondwetgevende vergadering bekrachtigde de toetreding tot de Unie van India op 6 februari 1954 en de president van India liet vervolgens deze uitbreiding van de Unie in de Indiase grondwet vastleggen, met enkele uitzonderingen en wijzigingen. De eigen grondwet van het gebied trad in werking op 26 januari 1957, waarvan in hetzelfde jaar op basis van die grondwet voor het eerst verkiezingen werden gehouden. Deze Grondwet herhaalde verder de ratificatie van de toetreding van de Staat tot de Unie van India.

### Status van Kasjmir in Pakistan
Deze ontwikkelingen werden niet erkend door Pakistan, dat pleitte voor een referendum om de wens van de bevolking vast te stellen. Pakistan controleerde nog wel Azad Kasjmir, in een klein westelijk gedeelte van Jammu en Kasjmir. De veel grotere Pakistaanse regio Kasjmir in het noordwesten was een speciaal afhankelijk gebied de ‘’Noordelijke Gebieden’’ genoemd, die in de Pakistaanse wetten en grondwet geen status had, totdat in 1982 de Pakistaanse president generaal Zia ul Haq verkondigde dat de mensen van de Noordelijke Gebieden Pakistani waren en niets te maken hadden met de staat Jammu en Kasjmir. India ziet de Noordelijke gebieden als een deel van Jammu en Kasjmir.

## Organisatie
Het hoofdkwartier van de UNMOGIP bevindt zich van mei tot oktober in Srinagar in India en van november tot april in Islamabad in Pakistan. De waarnemingskantoren bevinden zich in Domel, Kotli, Bhimber, Rawalakot, Sialkot, Skardu, Gilgit, Rajouri, Poonch, Baramulla en Jammu. 

## Deelnemende landen
- België
- Chili
- Denemarken
- Finland
- Italië
- Kroatië
- Zuid-Korea
- Zweden
- Uruguay
- Verenigde Staten